# دقة قلب (فلم)
دقة قلب  فيلم دراما كوميدي مصري للمخرج محمد عبد العزيز عام 1976  وتأليف فاروق صبري، و"دقة قلب" مأخوذ من الفيلم الأمريكي "ليس مع زوجتي، أنت لا تفعل ذلك Not with My Wife, You Don't" الصادر عام 1966 للمخرج نورمان بنما  ومن بطولة توني كيرتس وفيرنا ليزي. "دقة قلب" من بطولة محمود ياسين، ميرفت أمين، سمير صبري، مريم فخر الدين، عماد حمدي، وحسن مصطفى  وتدور أحداثه حول صراع عماد وكمال حول اقتناص السيدات والفتيات وتطور الصراع ليشمل اقتناص زوجاتهم.
صدر الفيلم إلى دور العرض المصرية في 19 أبريل 1976.
منح موقع قاعدة بيانات الأفلام على الإنترنت (IMDB) الفيلم درجة 5.2/ 10.
منح موقع قاعدة بيانات الأفلام العربية "السينما.كوم" الفيلم درجة 5.5/ 10.

## طاقم التمثيل
محمود ياسين: في دور عماد عبد العزيز
ميرفت أمين: في دور منى فهمي
سمير صبري: في دور كمال عبد الفتاح
عماد حمدي: في دور الدكتور فهمي
مريم فخر الدين: في دور والدة منى
حسن مصطفى: في دور مدير الشركة
محمد رضا: في دور المعلم أبو فكيهة
ميمي جمال: في دور نوال (زوجة كمال)
بدر الدين جمجوم: في دور دسوقي (سكرتير المدير)
محمود كامل: في دور المقرئ
عزة شريف: في دور الراقصة
سمير عزيز: في دور الدكتور فوزي
بالاشتراك مع: كمال سرحان – عزيزة راشد – صالح الإسكندراني – نادية زغلول – أميرة عفيفي 

## أحداث الفيلم
يعمل المهندس عماد عبد العزيز (محمود ياسين) وأيضا المهندس كمال عبد الفتاح (سمير صبري) في مؤسسة واحدة، وهم أصدق الأصدقاء ومحطمين لقلوب النساء، ولا تسلم منهما فتاة أو زوجة أو أرملة أو حتى عجوز، وأحيانا يتصارعان على نفس الفتاة، ويصنع كل منهما مقالب للآخر، ليفوز بالضحية، مما يتسبب في تأخرهم عن العمل في صباح. يهددهم المدير (حسن مصطفى) أكثر من مرة، ويخشى دسوقي افندي (بدر الدين جمجوم)، سكرتير المدير، الزواج خوفا من تحرش أحدهم بزوجته، كما أن المدير يطلب من زوجته جلفدان عدم زيارته في المؤسسة زيادة في الحيطة. يقع نظر عماد وكمال على عضوة جديدة بالنادى، ولكن يصعب الوصول اليها، ولكن يراها عماد تجلس بصحبة صديقه الدكتور فوزي (سمير عزيز) وزوجته، فيسارع بالجلوس معهم، ويعلم أن اسمها منى فهمي (ميرفت أمين) وهي مدرسة أطفال، وإبنة الدكتور فهمي (عماد حمدي) الجراح ومدير المستشفى المنتقل حديثاً من الاسكندرية. ينصحها عماد ويحذرها من زميله كمال المصاب بحالة نفسية خطيرة، ثم يظهر كمال الذي يدعوها للرقص ويسمعها نفس النصائح ويحذرها من زميله عماد المجنون. ترحب منى بالصديقين الجديدين، وتستحسن خفة ظلهما. يواصل عماد وكمال ملاحقة منى، ويعرقل كل منهما الآخر، ويتقدم كل منهما على حده للدكتور فهمي ووالدة منى (مريم فخر الدين) للزواج من منى. يعتقد الدكتور فهمي أن عماد هو الأفضل، بينما تعتقد الأم أن الأفضل هو كمال، ولا تحسم منى أمرها. تظهر بعثة علمية إلى ألمانيا ويتم ترشيح الأثنين ولكن عماد يفر من الطائرة قبل اقلاعها ويتزوج منى.
يعيش عماد ومنى حياة سعيدة يملؤها الرومانسية، حتى ينقضي العام الأول وينتهي الحوار بينهم وينشغل عماد بعمله وتكوين مستقبله الوظيفي، خصوصا وقد بدأ في صعود سلم الترقي وأصبح مديرا للإدارة الهندسية. تبدأ منى الشعور بالملل نتيجة الإهمال، بينما تنتهي بعثة كمال ويحصل على الدكتوراه، ويعود إلى مصر، ويسرع لزيارة صديقه عماد، بينما يخشى عماد من إنتقام كمال. يقيم كمال بمنزل عماد ريثما يحصل على شقة ويفرشها، ويساور الشك عماد وتنقلب حياته إلى جحيم، وينسى عمله، ويبدأ يشعر بوجود زوجته، وضرورة رعايتها والاهتمام بها، بينما يدرك كمال مشكلة عماد وانشغاله عن زوجته، فيقرر المساعدة، ويتمادى في إثارة شكوك عماد، ثم يطلب منه أن يطلق منى ليتزوجها هو 4 سنوات مثله، ويعلم عماد أن كمال استأجر شقة مفروشة، فيظن أن منى تقابله سراً، فيسرع ليضبطها في أحضانه. يهاجم عماد شقة كمال وفي حجرة نومه يجد منى مع نوال (ميمي جمال) زوجة كمال وابنهما الصغير عماد، ويعلم أن نوال ابنة الملحق الثقافي بسفارة مصر في المانيا، وأن كمال قابلها فور وصوله وتزوجها، واطلق اسم أعز أصدقائه "عماد" على ابنه الصغير.

## وصلات خارجية
- دقة قلب على موقع IMDb (الإنجليزية)
- دقة قلب على موقع الدهليز
- دقة قلب على موقع قاعدة بيانات الأفلام العربية
- دقة قلب على موقع قاعدة بيانات الفيلم (الإنجليزية)
- دقة قلب على موقع ليتربوكسد (الإنجليزية)
- دقة قلب على موقع كينوبويسك (الروسية)
- دقة قلب على موقع الدهليز
- دقة قلب على موقع كاروهات

https://en.kinorium.com/319868/ دقة قلب (فلم)
https://likefilmdb.ru/film/daqqit-qalb-1976/cast/ دقة قلب (فلم)
https://www.csfd.cz/film/244158-daqqit-qalb/hraji/ دقة قلب (فلم)
https://www.filmweb.pl/film/Daqqit+qalb-1976-409066 دقة قلب (فلم)
https://www.cinematerial.com/movies/daqqit-qalb-i418621/info دقة قلب (فلم)